# Sámsonháza
Sámsonháza (slowakisch Šámšonház) ist eine ungarische Gemeinde im Kreis Salgótarján im Komitat Nógrád.

## Geografische Lage
Sámsonháza liegt ungefähr sieben Kilometer nördlich der Stadt Pásztó an dem Fluss Kis-Zagyva. Nachbargemeinden sind Nagybárkány, Márkháza, Tar und Mátraverebély.

## Söhne und Töchter der Gemeinde
- Lajos Haan (1818–1891), Geistlicher und Historiograph
- Júlia Kukely (1953–2017), Opernsängerin

## Sehenswürdigkeiten
- Evangelische Kirche, erbaut um 1870
- Geologischer Lehrpfad (Geológiai tanösvény)
- Heldendenkmal (Hősi emlékmű), in Erinnerung an die Opfer der Ungarischen Revolution 1848/1849 sowie des Ersten und Zweiten Weltkriegs
- Reste der Burgruine Fejérkő vára, nördlich des Ortes gelegen
- Slowakisches Heimatmuseum (Szlovák tájház)

## Verkehr
Durch Sámsonháza verläuft die Nebenstraße Nr. 21135. Der nächstgelegene Bahnhof befindet sich vier Kilometer südlich in Tar.

## Bilder

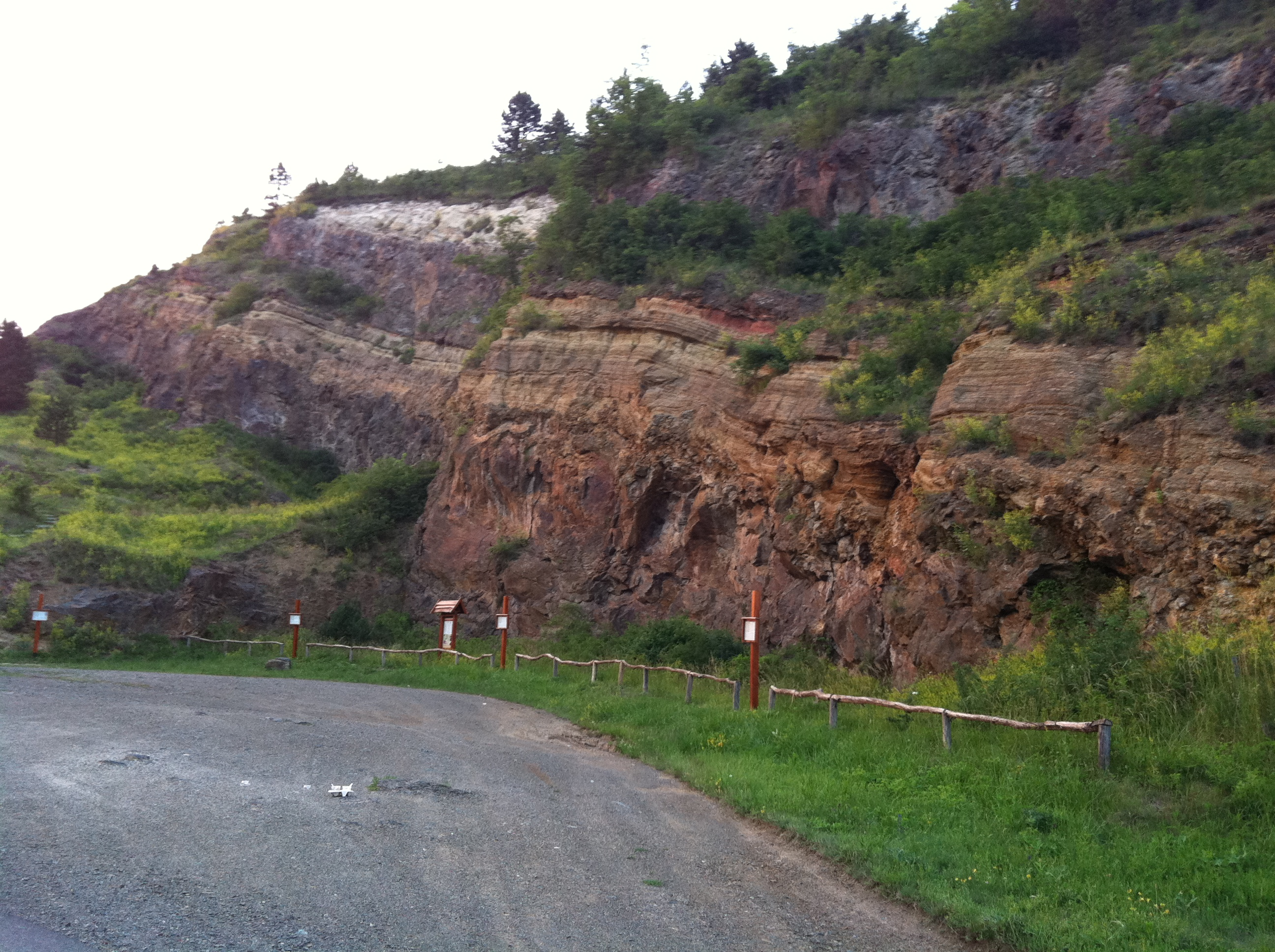
Geologischer Lehrpfad
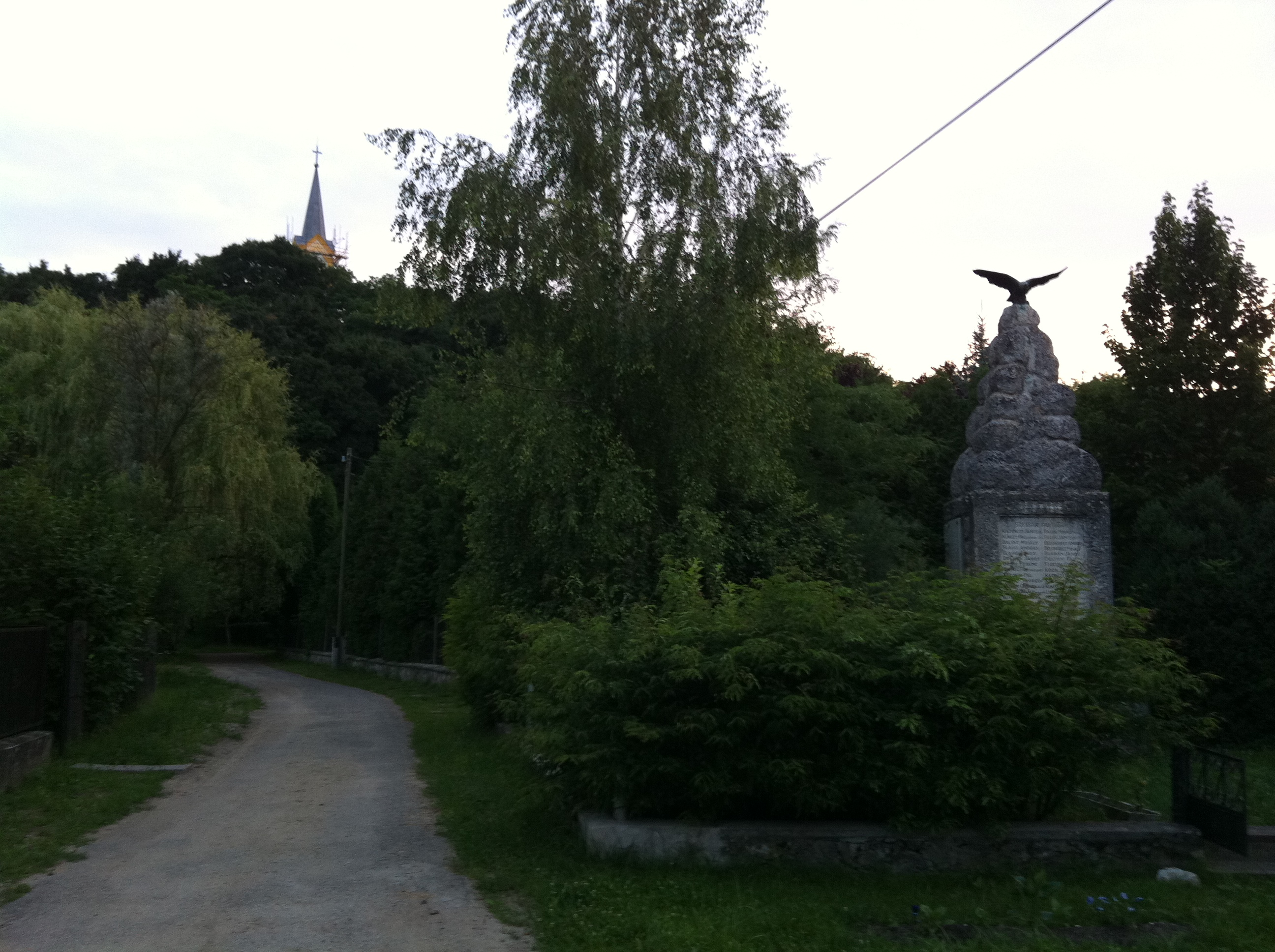
Heldendenkmal
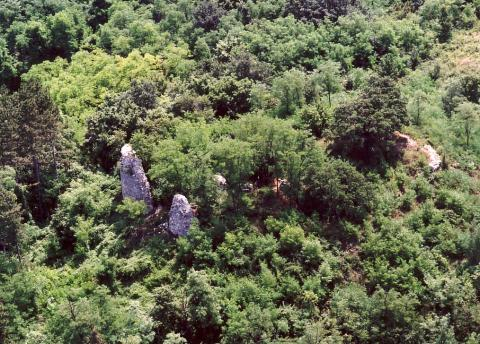
Blick auf die Burgruine